# Тбилисская организованная преступная группировка
Тбилисская ОПГ — грузинская организованная преступная группировка, промышлявшая преступной деятельностью на территориях России, Грузии и Европы.

## Преступная деятельность
Тбилисская ОПГ появилась в конце 1980-х годов, сначала члены группировки промышляли сбором денег с подпольных предпринимателей. Первым лидером группировки был Отари Квантришвили, который сидел в тюрьме по статье за изнасилование и являлся заслуженным тренером РСФСР.
Первоначальный капитал группировка получала на сутенёрстве. Затем группировка стала контролировать мелкую розничную торговлю в наиболее посещаемых местах: Арбат, Тверская улица, вокзалы Белорусский и Курский.
5 апреля 1994 года Отари Витальевич Квантришвили был застрелен у выхода из Краснопресненских бань и следующим лидером Тбилисской ОПГ стал А.Л Гулардава по прозвищу «Гула». При нём Тбилисская группировка стала дружить с Руставской братвой, которая занималась контрабандой алкоголя из России и владела розничными торговыми точками в Тбилиси.
В середине 1990-х годов ОПГ стала одним из кланов Деда Хасана и конфликтовала с конкурирующей с ним Кутаисской ОПГ. В то же время в Тбилисскую ОПГ вошла Руставская, которая сформировалась в конце 1980-х и управлялась криминальным авторитетом Джамбо Молодым, поддержавшим Деда Хасана в борьбе за влияние на Кавказе. В это время начались перестрелки между членами Тбилисской и Кутаисской группировками и борьба за прибыльные точки. Члены Тбилисской ОПГ действовали в Москве, в то время как члены Руставской ОПГ действовали на территории Грузии. В 2004 году после задержания Джамбо Молодого и смерти главы Тбилисской ОПГ Б. Курдиванидзе, лидером объединённой группировки стал Лаша Руставский, которого на эту должность назначил Хасан, однако от Руставской ОПГ откололась группировка, которая действовала самостоятельно под начальством вора в законе Л. Маргиа.